# Sa'ilele Malielegaoi
Tuila'epa Lupesoliai Neioti Aiono Sa'ilele Malielegaoi, né le 14 avril 1945 à Lepa, est un économiste et homme politique samoan. Il est Premier ministre et ministre des Affaires étrangères du 23 novembre 1998 au 24 mai 2021.

## Situation personnelle
Bien que ce soit un titre de chefferie, il est le plus souvent mentionné comme Tuila'epa que par son nom de famille.
Sa'ilele Malielegaoi est le premier Samoan à obtenir un diplôme de maîtrise en économie, à l'Université d'Auckland en Nouvelle-Zélande en 1969,, et a une carrière d'économiste avant d'entrer en politique.
Il s'installe un temps à Bruxelles, en 1978, et y travaille pour la Communauté économique européenne.

## Carrière politique
En 1980, il est élu député au Fono (Parlement samoan), tout en travaillant comme associé dans une entreprise de comptabilité. Il accède au poste de Premier ministre en 1998 lorsque son prédécesseur, Tofilau Eti Alesana, également du Parti pour la protection des droits de l'Homme, démissionne pour raisons de santé. Il est continuellement réélu, et entame son quatrième mandat en mars 2011, son parti conservant une majorité absolue de sièges aux élections législatives.
Fin 2011, il initie l'émergence du Groupe des Dirigeants polynésiens, regroupant les gouvernements de huit États ou territoires polynésiens en vue d'une coopération dans des domaines tels que l'éducation, l'adaptation au changement climatique ou encore l'investissement et le commerce,,.
Sa mesure la plus controversée en tant que Premier ministre est de décider en 2008 que les voitures devraient dorénavant rouler à gauche, et non plus à droite. La décision provoque la plus large manifestation de protestation dans l'histoire du pays, ce qui fut mal compris à l'étranger.
En 2011, il annonce que les Samoa allaient déplacer la ligne de changement de date, afin que le pays se trouve à l'ouest de la ligne et partage la même journée que ses principaux partenaires économiques (l'Australie, la Nouvelle-Zélande et les pays asiatiques). Keni Lesa, rédacteur en chef du Samoa Observer, rapporte que bien des Samoans voyaient en cette mesure « encore une idée folle de notre Premier ministre un peu fou ». Des personnalités politiques d'opposition critiquent la mesure, affirmant qu'elle n'apporterait pas de bienfaits économiques, et qu'au contraire elle ferait perdre au pays son atout touristique en tant que « dernier endroit au monde à voir le soleil », juste à l'est de la ligne (les Samoa passeraient de UTC-11 à UTC+13). Tuilaepa rétorque en déclarant que le député d'opposition Lealailepule Rimoni Aiafi est « tout à fait idiot », ajoutant que « seul un imbécile » ne comprendrait pas les bienfaits de ce changement. Conséquemment, le 30 décembre 2011 est retiré du calendrier, le pays passant directement du 29 au 31. Les Tokelau, qui dépendent des Samoa en tant que seul point de relais avec le monde extérieur, font de même, passant également à l'ouest de la ligne de changement de date,,. 
En janvier 2012, il déclare que ceux de ses concitoyens urbains qui se considèrent pauvres sont des « paresseux ». Il nie que quiconque soit pauvre aux Samoa, arguant que tous ont accès au logement, aux soins de santé, à l'eau, et ont de quoi se nourrir ; ne pas avoir une voiture ou une télévision n'est pas un signe de pauvreté. Rappelant que tout Samoan dispose de droit d'un accès à la terre, il accuse tous ceux qui « viennent en ville et traînassent. Ils sont paresseux et ne veulent pas retourner à leur village travailler la terre. Ils devraient rester dans leur village où sont leurs terres, et les faire fructifier ».
Tuilaepa est également connu pour ses critiques très vives envers son homologue fidjien Voreqe Bainimarama, arrivé au pouvoir par un coup d'État en décembre 2006. L'accusant de mentir lorsqu'il affirme préparer des élections démocratiques pour 2014, Tuilaepa a également qualifié Bainimarama d'« imbécile de dictateur bas de gamme » et de « marionnettiste maléfique », déclarant qu'il préférerait le voir dans une tenue de prisonnier plutôt qu'en uniforme militaire. En 2018 toutefois, il explique s'être réconcilié avec son homologue fidjien, et dit reconnaître que Bainimarama « défendait un nouveau système pour une transition des Fidji vers un nouvel ordre pour améliorer le bien-être de tous aux Fidji ». Qualifiant ce dernier de dirigeant « bon » et « visionnaire », il accuse certains médias d'avoir accentué les tensions entre eux.
En juillet 2012, il démontre à nouveau cet aspect de sa personnalité en intervenant à la radio publique pour traiter plusieurs fois d'« idiot » un arbitre assistant qui a officié dans un match de rugby entre l'équipe samoane et celle d'Écosse (remportée par l'Écosse 17-16). Qualifiant cet arbitre de « raciste » incompétent qui refuse d'admettre que les Samoa puissent battre une équipe européenne, le premier ministre ajoute que lorsqu'un arbitre n'arrête pas le match à la fin du temps règlementaire, « il serait justifié de lui jeter une pierre à la tête ».
En mars 2013, lors d'un entretien avec le journal Samoa Observer, il exprime sa satisfaction que des membres de la communauté samoane en Nouvelle-Zélande se soient mobilisés contre la légalisation du mariage homosexuel dans ce pays. Tout en reconnaissant que le Parlement néo-zélandais est souverain, il affirme que Samoa, pour sa part, est « fondé sur des principes chrétiens ». La sodomie a entraîné la destruction de Sodome et Gomorrhe, affirma-t-il, et « il n'y a qu'une seule vérité : ce type de comportement est un péché ». En décembre 2016, il introduit au Parlement une proposition d'amendement constitutionnel pour faire du christianisme (sans dénomination particulière) la religion d'État aux Samoa.
Son parti est battu aux élections législatives de 2021 avec 25 sièges contre 26 pour le Fa'atuatua i le Atua Samoa ua Tasi et Iosefo Ponifasio qui siège comme indépendant. Il refuse cependant la défaite et empêche Naomi Mata'afa d'être investie Première ministre dans le Parlement. Le 28 juin, la Cour suprême ordonne que le Parlement puisse siéger pour le 5 juillet au plus tard, pour la prestation de serment de la nouvelle Première ministre. La Cour précise que toute nouvelle tentative d'empêcher le Parlement de siéger constituerait un délit d'outrage au parlement et d'outrage au tribunal. Tuilaepa refuse la décision de la Cour, affirmant que le Parlement ne peut siéger tant que toutes les pétitions électorales n'auront pas été traitées, l'élection de certains députés étant contestée devant les tribunaux. Le 14 juillet, le journal Samoa Observer publie un éditorial accusant Tuilaepa de défier toutes les institutions démocratiques du pays et de voir les Samoa comme son fief personnel et celui de son parti.
Le vendredi 23 juillet, toutefois, la Cour d'Appel statue que la prestation de serment de Fiame le 24 mai est conforme à la Constitution, puisque le Parlement devait siéger à cette date au plus tard et qu'elle a agi en application d'un « principe de nécessité ». La Cour précise qu'elle est ainsi légalement Première ministre depuis le 24 mai,. Tuilaepa accepte sa défaite le lundi 26 juillet, mais accuse publiquement la Cour d'Appel d'avoir « brisé la Constitution » et institué une situation de « non-droit » et de « loi de la jungle ». Il critique également l'Australie et la Nouvelle-Zélande pour ne pas l'avoir soutenu. En mars 2022 il est reconnu coupable d'outrage au tribunal, mais la cour ne lui inflige aucune peine. Le 24 mai, toutefois, les députés votent sa suspension indéfinie du Parlement en réponse à cette condamnation, et suspendent le secrétaire du Parti pour la protection des droits de l'homme, Lealailepule Rimoni Aiafi (en), pour la même raison. Le 30 août, la Cour suprême casse toutefois leur suspension, pour vice de procédure. Le 19 octobre, le Parlement vote la suspension des deux députés pendant vingt-quatre mois, à effet immédiat.

## Implication dans les sports samoans

### Carrière en tir à l'arc
Il est par ailleurs le seul dirigeant élu en exercice d'un État souverain à avoir participé à une compétition sportive internationale de haut niveau, ayant pris part aux épreuves de tir à l'arc aux Jeux du Pacifique Sud de 2007. Après plusieurs mois d'entraînement quotidien sous la tutelle de l'entraîneur chinois Zhou Xiao Jun, il est classé deuxième dans la discipline aux Samoa, et indique en blaguant aux journalistes qu'il s'imagine tirer sur les membres de l'opposition parlementaire lorsqu'il s'entraîne. En individuel, il termine sixième aux Jeux, mais remporte une médaille d'argent dans l'épreuve masculine par équipe ; les Samoans sont battus en finale par la Nouvelle-Calédonie,. Douze ans plus tard il se qualifie à nouveau en tir à l'arc pour les Jeux du Pacifique de 2019, organisés aux Samoa. À l'âge de 74 ans, il termine dernier à l'épreuve masculine d'arc à poulies, totalisant 469 points ; le Néo-Calédonien Laurent Clerte remporte la médaille d'or avec 1 072 points.

### Dirigeant de la fédération de rugby àXV
En plus de son mandat de premier ministre, Malielegaoi est aussi président de la Fédération samoane de rugby à XV.
Sous son mandat la fédération a connu une grave crise, le capitaine de l'équipe nationale, Mo Schwalger, dénonçant notamment après la Coupe du monde 2011 l'incompétence et la corruption des équipes dirigeantes. 
En novembre 2017, la fédération déclare également être en faillite, ce qui est directement contredit par World Rugby qui fournit 43 % de ses 11 millions d'euros de budget annuel. Elle semble également avoir obtenu des sommes importantes de la part d'une entreprise de construction chinoise (Shanghai Construction Group) et via un financement participatif national, sans qu'aucun argent ne soit effectivement injecté dans le développement du rugby et de l'équipe nationale.